# 68e cérémonie des Primetime Emmy Awards
La 68e cérémonie des Primetime Emmy Awards (ou « Emmys »), organisée par l'Academy of Television Arts and Sciences, a eu lieu le 18 septembre 2016 au Microsoft Theatre de Los Angeles et a récompensé les meilleurs programmes télévisés diffusés en primetime au cours de la saison 2015-2016 (du 1er juin 2015 au 31 mai 2016) sur les réseaux publics et câblés américains. Elle a été diffusée sur ABC et présentée par Jimmy Kimmel.
La cérémonie récompensant les techniciens de la télévision, les Creative Arts Primetime Emmy Awards, a eu lieu les 10 et 11 septembre 2016.

## Présentateurs et intervenants
- Jimmy Kimmel, hôte de la cérémonie[4]

Présentateurs
- Anthony Anderson
- Aziz Ansari
- Hank Azaria
- Kristen Bell
- Julie Bowen
- Kyle Chandler
- Priyanka Chopra
- James Corden
- Laverne Cox
- Bryan Cranston
- Claire Danes
- Larry David
- Michelle Dockery
- Minnie Driver
- America Ferrera
- Tina Fey
- Dennis Franz
- Tony Goldwyn
- Kit Harington
- Taraji P. Henson
- Tom Hiddleston
- Terrence Howard
- Allison Janney
- Matt LeBlanc
- Rami Malek
- Margo Martindale
- Joel McHale
- Mandy Moore
- Randall Park
- Amy Poehler
- Chris Rock
- Tracee Ellis Ross
- Keri Russell
- Andy Samberg
- Liev Schreiber
- Peter Scolari
- Jimmy Smits
- Abigail Spencer
- Kiefer Sutherland
- Jeffrey Tambor
- Damon Wayans
- Michael Weatherly
- Constance Wu

## Palmarès

### Séries dramatiques

#### Meilleure série dramatique
- Game of Thrones ♕ (HBO)
  - The Americans (FX)
  - Better Call Saul (AMC)
  - Downton Abbey (PBS)
  - Homeland (Showtime)
  - House of Cards (Netflix)
  - Mr. Robot (USA)

#### Meilleur acteur
- Rami Malek pour le rôle de Elliot Alderson dans Mr. Robot
  - Kyle Chandler pour le rôle de John Rayburn dans Bloodline
  - Bob Odenkirk pour le rôle de Jimmy McGill dans Better Call Saul
  - Matthew Rhys pour le rôle de Philip Jennings dans The Americans
  - Liev Schreiber pour le rôle de Raymond Donovan dans Ray Donovan
  - Kevin Spacey pour le rôle de Francis Underwood dans House of Cards

#### Meilleure actrice
- Tatiana Maslany pour plusieurs personnages dans Orphan Black
  - Claire Danes pour le rôle de Carrie Mathison dans Homeland
  - Viola Davis pour le rôle d'Annalise Keating dans Murder ♕
  - Taraji P. Henson pour le rôle de Cookie Lyon dans Empire
  - Keri Russell pour le rôle de Elizabeth Jennings dans The Americans
  - Robin Wright pour le rôle de Claire Underwood dans House of Cards

#### Meilleur acteur dans un second rôle
- Ben Mendelsohn pour le rôle de Danny Rayburn dans Bloodline
  - Jonathan Banks pour le rôle de Mike Ehrmantraut dans Better Call Saul
  - Peter Dinklage pour le rôle de Tyrion Lannister dans Game of Thrones ♕
  - Kit Harington pour le rôle de Jon Snow dans Game of Thrones
  - Michael Kelly pour le rôle de Doug Stamper dans House of Cards
  - Jon Voight pour le rôle de Mickey Donovan dans Ray Donovan

#### Meilleure actrice dans un second rôle
- Maggie Smith pour le rôle de Lady Violet Crawley dans Downton Abbey
  - Emilia Clarke pour le rôle de Daenerys Targaryen dans Game of Thrones
  - Lena Headey pour le rôle de Cersei Lannister dans Game of Thrones
  - Maura Tierney pour le rôle de Helen Solloway dans The Affair
  - Maisie Williams pour le rôle d'Arya Stark dans Game of Thrones
  - Constance Zimmer pour le rôle de Quinn King dans UnREAL

#### Meilleure réalisation
- Miguel Sapochnik pour l'épisode La Bataille des Bâtards de Game of Thrones
  - Michael Engler pour l'épisode Épisode 9 de Downton Abbey
  - Jack Bender pour l'épisode La Porte de Game of Thrones
  - Lesli Linka Glatter pour l'épisode Hospitalité monnayée de Homeland
  - Steven Soderbergh pour l'épisode On n'est rien d'autre de The Knick
  - David Hollander pour l'épisode L'Éveil de Ray Donovan

#### Meilleur scénario
- David Benioff et D. B. Weiss pour l'épisode La Bataille des Bâtards de Game of Thrones ♕
  - Joel Fields et Joe Weisberg pour l'épisode Persona Non Grata de The Americans
  - Julian Fellowes pour l'épisode Épisode 8 de Downton Abbey
  - Robert King et Michelle King pour l'épisode End de The Good Wife
  - Sam Esmail pour l'épisode eps1.0_hellofriend.mov de Mr. Robot
  - Marti Noxon et Sarah Gertrude pour l'épisode Retour dans l'arène de UnREAL

### Séries comiques

#### Meilleure série comique
- Veep ♕ (HBO) 
  - Black-ish (ABC)
  - Master of None (Netflix)
  - Modern Family (ABC)
  - Silicon Valley (HBO)
  - Transparent (Amazon)
  - Unbreakable Kimmy Schmidt (Netflix)

#### Meilleur acteur
- Jeffrey Tambor pour le rôle de Maura Pfefferman dans Transparent ♕
  - Anthony Anderson pour le rôle d'Andre Johnson Sr. dans Black-ish
  - Aziz Ansari pour le rôle de Dev dans Master of None
  - Will Forte pour le rôle de Phil "Tandy" Miller dans The Last Man on Earth
  - William H. Macy pour le rôle de Frank Gallagher dans Shameless
  - Thomas Middleditch pour le rôle de Richard dans Silicon Valley

#### Meilleure actrice
- Julia Louis-Dreyfus pour le rôle de Selina Meyer dans Veep ♕
  - Ellie Kemper pour le rôle de Kimmy Schmidt dans Unbreakable Kimmy Schmidt
  - Laurie Metcalf pour le rôle du Dr Jenna James dans Getting On
  - Tracee Ellis Ross pour le rôle de Rainbow Johnson dans Black-ish
  - Amy Schumer pour le rôle d'Amy dans Inside Amy Schumer
  - Lily Tomlin pour le rôle de Frankie Bergstein dans Grace et Frankie

#### Meilleur acteur dans un second rôle
- Louie Anderson pour le rôle de Christine Baskets dans Baskets
  - Andre Braugher pour le rôle du capitaine Ray Holt dans Brooklyn Nine-Nine
  - Tituss Burgess pour le rôle de Titus Andromedon dans Unbreakable Kimmy Schmidt
  - Ty Burrell pour le rôle de Phil Dunphy dans Modern Family
  - Tony Hale pour le rôle de Gary Walsh dans Veep ♕
  - Keegan-Michael Key pour plusieurs personnages dans Key & Peele
  - Matt Walsh pour le rôle de Mike McLintock dans Veep

#### Meilleure actrice dans un second rôle
- Kate McKinnon pour plusieurs personnages dans Saturday Night Live
  - Anna Chlumsky pour le rôle d'Amy Brookheimer dans Veep
  - Gaby Hoffmann pour le rôle d'Ali Pfefferman dans Transparent
  - Allison Janney pour le rôle de Bonnie Plunkett dans Mom ♕
  - Judith Light pour le rôle de Shelly Pfefferman dans Transparent
  - Niecy Nash pour le rôle de Denise "Didi" Ortley dans Getting On

#### Meilleure réalisation
- Jill Soloway pour l'épisode Interdit aux hommes de Transparent ♕
  - Aziz Ansari pour l'épisode Parents de Master of None
  - Alec Berg pour l'épisode Daily Active Users de Silicon Valley
  - Mike Judge pour l'épisode Founder Friendly de Silicon Valley
  - David Mandel pour l'épisode Kissing Your Sister de Veep
  - Chris Addison pour l'épisode Morning After de Veep
  - Dave Stern pour l'épisode Mother de Veep

#### Meilleur scénario
- Aziz Ansari et Alan Yang pour l'épisode Parents de Master of None
  - Rob Denaley et Sharon Horgan pour l'épisode Épisode 1 de Catastrophe
  - Dan O'Keefe pour l'épisode Founder Friendly de Silicon Valley
  - Alec Berg pour l'épisode The Uptick de Silicon Valley
  - David Mandel pour l'épisode Morning After de Veep
  - Alex Gregory et Peter Kuyck pour l'épisode Mother de Veep

### Mini-séries et téléfilms

#### Meilleure série limitée
- The People v. O. J. Simpson: American Crime Story (FX)
  - American Crime (ABC)
  - Fargo (FX)
  - The Night Manager : L'Espion aux deux visages (AMC)
  - Racines (History)

#### Meilleur téléfilm
- Sherlock : L'Effroyable Mariée (Sherlock: The Abominable Bride) (PBS)
  - A Very Murray Christmas (Netflix)
  - All the Way (HBO)
  - Confirmation (HBO)
  - Luther (BBC America)

#### Meilleur acteur
- Courtney B. Vance pour le rôle de Johnnie Cochran dans The People v. O. J. Simpson: American Crime Story
  - Bryan Cranston pour le rôle de Lyndon B. Johnson dans All the Way
  - Benedict Cumberbatch pour le rôle de Sherlock Holmes dans Sherlock : L'Effroyable Mariée (Sherlock: The Abominable Bride)
  - Idris Elba pour le rôle de John Luther dans Luther
  - Tom Hiddleston pour le rôle de Jonathan Pine dans The Night Manager : L'Espion aux deux visages
  - Cuba Gooding Jr. pour le rôle de O. J. Simpson dans The People v. O. J. Simpson: American Crime Story

#### Meilleure actrice
- Sarah Paulson pour le rôle de Marcia Clark dans The People v. O. J. Simpson: American Crime Story
  - Kirsten Dunst pour le rôle de Peggy Blumquist dans Fargo
  - Felicity Huffman pour le rôle de Leslie Graham dans American Crime
  - Audra McDonald pour le rôle de Billie Holiday dans Lady Day at Emerson's Bar and Grill
  - Lili Taylor pour le rôle d'Anne Blaine dans American Crime
  - Kerry Washington pour le rôle d'Anita Hill dans Confirmation

#### Meilleur acteur dans un second rôle
- Sterling K. Brown pour le rôle de Christopher Darden dans The People v. O. J. Simpson: American Crime Story
  - Hugh Laurie pour le rôle de Richard Onslow Roper dans The Night Manager : L'Espion aux deux visages
  - Jesse Plemons pour le rôle de Ed Blumquist dans Fargo
  - David Schwimmer pour le rôle de Robert Kardashian dans The People v. O. J. Simpson: American Crime Story
  - John Travolta pour le rôle de Robert Shapiro dans The People v. O. J. Simpson: American Crime Story
  - Bokeem Woodbine pour le rôle de Mike Milligan dans Fargo

#### Meilleure actrice dans un second rôle
- Regina King pour le rôle de Terri LaCroix dans American Crime
  - Kathy Bates pour le rôle d'Iris dans American Horror Story: Hotel
  - Olivia Colman pour le rôle d'Angela Burr dans The Night Manager : L'Espion aux deux visages
  - Melissa Leo pour le rôle de Lady Bird Johnson dans All the Way
  - Sarah Paulson pour les rôles de Sally McKenna et Billie Dean Howard dans American Horror Story: Hotel
  - Jean Smart pour le rôle de Floyd Gerhardt dans Fargo

#### Meilleure réalisation
- Susanne Bier pour The Night Manager : L'Espion aux deux visages
  - Jay Roach pour All the Way
  - Noah Hawley pour l'épisode Before the Law de Fargo
  - Ryan Murphy pour l'épisode La chute d'une idole de The People v. O. J. Simpson: American Crime Story
  - Anthony Hemingway pour l'épisode Un don du ciel de The People v. O. J. Simpson: American Crime Story
  - John Singleton pour l'épisode Du sang sur les mains de The People v. O. J. Simpson: American Crime Story

#### Meilleur scénario
- D. V. DeVincentis pour l'épisode Seule contre tous de The People v. O. J. Simpson: American Crime Story
  - Bob DeLaurentis pour l'épisode Loplop de Fargo
  - Noah Hawley pour l'épisode Palindrome de Fargo
  - David Farr pour The Night Manager : L'Espion aux deux visages
  - Scott Alexander et Larry Karaszewski pour l'épisode La chute d'une idole de The People v. O. J. Simpson: American Crime Story
  - Joe Robert Cole pour l'épisode Du sang sur les mains de The People v. O. J. Simpson: American Crime Story

### Émissions de divertissement et téléréalité

#### Meilleure émission de divertissement
- Last Week Tonight with John Oliver (HBO)
  - Comedians in Cars Getting Coffee (Crackle)
  - The Late Late Show with James Corden (CBS)
  - Jimmy Kimmel Live! (ABC)
  - Real Time with Bill Maher (HBO)
  - The Tonight Show Starring Jimmy Fallon (NBC)

#### Meilleure émission de divertissement à sketches
- Key & Peele (Comedy Central)
  - Documentary Now! (IFC)
  - Drunk History (Comedy Central)
  - Inside Amy Schumer ♕ (Comedy Central)
  - Portlandia (IFC)
  - Saturday Night Live (NBC)

## Statistiques

### Récompenses multiples
5 / 13 : The People v. O. J. Simpson: American Crime Story
3 / 9 : Game of Thrones
2 / 10 : Veep
2 / 5 : Transparent

### Nominations multiples
13 : The People v. O. J. Simpson: American Crime Story
10 : Veep
9 : Game of Thrones
8 : Fargo
6 : The Night Manager : L'Espion aux deux visages et Silicon Valley
5 : Transparent
4 : American Crime, The Americans, Downton Abbey, House of Cards, Master of None et Saturday Night Live
3 : All the Way, Better Call Saul, Black-ish, Homeland, Inside Amy Schumer, Key & Peele, Last Week Tonight with John Oliver, Mr. Robot, Portlandia, Ray Donovan et Unbreakable Kimmy Schmidt
2 : American Horror Story: Hotel, Bloodline, Getting On, The Late Late Show with James Corden, Modern Family, The Tonight Show Starring Jimmy Fallon et UnREAL